# Coccopygia
Genre
Synonymes
- Estrilda Swainson, 1827[2]

Coccopygia est un genre de passereaux de la famille des Estrildidae. Il se trouve à l'état naturel en Afrique subsaharienne,,.

## Liste des espèces
Selon la classification de référence du Congrès ornithologique international (version 8.1, 2018) :
- Coccopygia bocagei Shelley, 1903 — Astrild de Bocage
- Coccopygia melanotis (Temminck, 1823) — Astrild à joues noires
- Coccopygia quartinia (Bonaparte, 1850) — Astrild à ventre jaune, Astrild de Dufresne à gorge grise
  - Coccopygia quartinia kilimensis Sharpe, 1890
  - Coccopygia quartinia quartinia (Bonaparte, 1850)
  - Coccopygia quartinia stuartirwini (Clancey, 1969)